# Helogenes
Helogenes is een geslacht van straalvinnige vissen uit de familie van de walvismeervallen (Cetopsidae).

## Soorten
- Helogenes castaneus (Dahl, 1960)
- Helogenes gouldingi Vari & Ortega, 1986
- Helogenes marmoratus Günther, 1863
- Helogenes uruyensis Fernández-Yépez, 1967